# Фижулето, Хрвое
Хрвое Фижулето (хорв. Hrvoje Fižuleto; род. 15 января 1963, Задар) — югославский легкоатлет, выступавший в прыжках в высоту. Участник летних Олимпийских игр 1984 года.

## Биография
Хрвое Фижулето родился 15 января 1963 года в югославском городе Задар (сейчас в Хорватии).
Выступал в легкоатлетических соревнованиях за «Задар» и «Младост» из Загреба.
В 1984 году вошёл в состав сборной Югославии на летних Олимпийских играх в Лос-Анджелесе. В прыжках в высоту занял 19-е место в квалификации, показав результат 2,18 метра — на 6 сантиметров меньше норматива, позволявшего выступить в финале.
Трижды участвовал в чемпионатах Европы в помещении. В 1984 году в Гётеборге занял 5-е место (2,24), в 1987 году в Льевене — 10-е (2,24), в 1988 году в Будапеште — 12-е (2,20).

## Личный рекорд
- Прыжки в высоту — 2,26 (1984)